# Лакайль 9352
Лака́йль 9352 (лат. Lacaille 9352, также Гли́зе 887) — звезда, красный карлик. Находится в созвездии Южной Рыбы на расстоянии около 10 световых лет от Солнца. Это одна из ближайших к нам звёзд.

## История изучения
Звезда была открыта выдающимся французским астрономом и аббатом Никола Луи де Лакайлем в XVIII веке. Данные о ней он опубликовал в каталоге звёзд южного неба, содержащем 9766 объектов, над которым он работал с 1750 по 1754 год. Лакайль 9352 расположена в южном полушарии и не видна невооружённым глазом.

## Характеристики
Звезда принадлежит к классу холодных тусклых красных карликов главной последовательности, но иногда её относят к оранжевым карликам. Данные о звезде неточны, поскольку проводилось мало исследований. Лакайль 9352 предположительно имеет 47 % массы, 47—57 % диаметра и 1,1 % светимости Солнца. Блеск звезды периодически изменяется, поэтому часто она классифицируется как переменная звезда, ей также присвоено обозначение NSV 14420 в каталоге звёзд с подозрением на переменность NSV.

## Планетная система
Наблюдение звезды Лакайль 9352 с помощью орбитального телескопа «Хаббл» не выявило присутствие крупных планетарных и субзвёздных объектов в этой системе. Однако позже в рамках проекта RedDots (поиск экзопланет земного типа у ближайших к Солнцу маломассивных звезд) у звезды были открыты два планетных спутника — суперземли Gliese 887 b и Gliese 887 c. Для этого астрономы проанализировали данные спектрографов HARPS, PFS, HIRES, UCLES, установленных на наземных телескопах и охватывающих период наблюдений за звездой за 20 лет, а также данные, полученные космическим телескопом TESS.  GJ 887 b обращается вокруг материнской звезды за 9,3 дня, большая полуось орбиты — 0,068 а.е., масса — 4,2 массы Земли. GJ 887 c обращается вокруг материнской звезды за 21,8 дня, большая полуось орбиты — 0,12 а.е., масса — 7,6 массы Земли. По сравнению с Землёй,  Gliese 887 b и Gliese 887 c получают солнечного излучения в 7,95 и 2,56 раза больше. Температура на поверхности GJ 887 c оценивается примерно в 70 °C.
В конце августа 2020 года пресс-служба Университета штата Аризона со ссылкой на статью в журнале Research Notes of the AAS сообщила, что планетологи нашли на архивных снимках космического телескопа «Хаббл» ежечасные вспышки на поверхности родительской звезды GJ 887, что не только ставит под сомнение существование жизни на планетах этой звездной системы, но и то, что они обладают атмосферой.

## Ближайшее окружение звезды

Местоположение Лакайль 9352 в окрестностях Солнца.

Следующие звёздные системы находятся на расстоянии в пределах 10 световых лет от Лакайль 9352:
| Звезда         | Спектральный класс | Расстояние, св. лет |
| EZ Водолея ABC | M5-5,5 Ve/M/M      | 4,1                 |
| ε Индейца ABC  | K3-5 Ve/T1 V/T6 V  | 4,7                 |
| Лакайль 8760   | K7-M2 Ve           | 4,9                 |
| Росс 780       | M3,5 V             | 6,7                 |
| Лейтен 726-8   | M5,6 Ve            | 6,7                 |
| YZ Кита        | M4,5 Ve            | 6,8                 |
| Глизе 832      | M1,5 V             | 7,3                 |
| τ Кита         | G8 Vp              | 7,9                 |
| G 158-27       | M5,5 V             | 8,5                 |
| L 722-22 AB    | M4 V /M4 V         | 9,4                 |
| Росс 154       | M3,5-6 Ve          | 9,6                 |
| LHS 1565       | M5,5 V             | 9,8                 |